# او وی (نوکیا)
سرویس اووی توسط نوکیا (فنلاندی: ovi door) نام تجاری برای خدمات اینترنتی نوکیا بود. خدمات اووی را می‌توان از طریق یک دستگاه تلفن همراه و در کامپیوتر از طریق وب استفاده کرد. نوکیا از طریق این برنامه خدماتی شامل: بازی‌ها، نقشه‌ها، رسانه‌ها، پیام‌ها و موسیقی ارائه می‌دهد.